# Évacuation des civils en France en 1939-1940

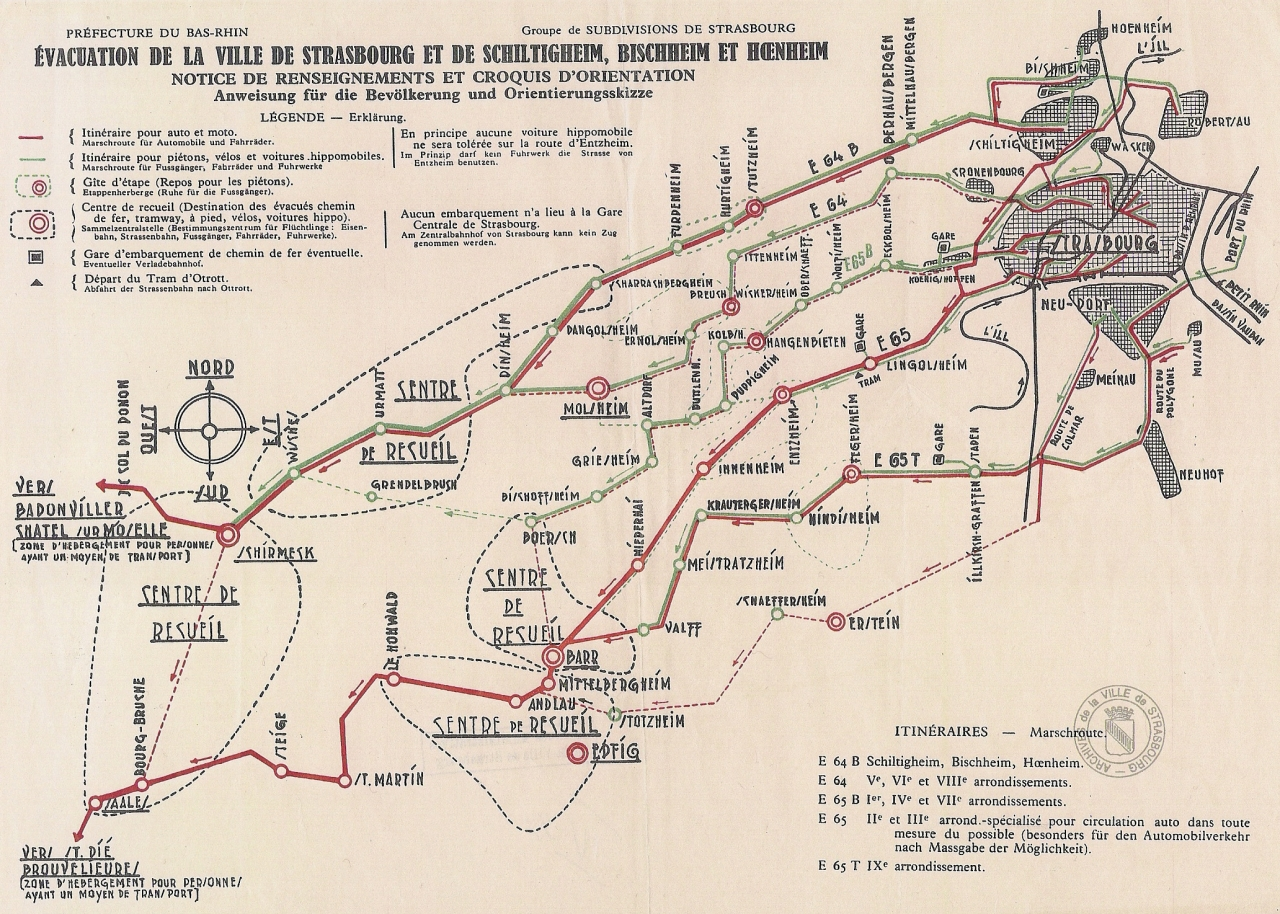
Carte du plan d’évacuation de Strasbourg et de ses faubourgs Nord en septembre 1939.

Le début de la Seconde Guerre mondiale voit l'application d'un plan d’évacuation des populations civiles de la « zone rouge » de la ligne Maginot. Ce plan a été mis en place pour préserver les civils en cas de guerre et d'occupation, et pour laisser le champ libre aux mouvements des troupes.
D'autres évacuations de populations françaises vers la zone libre ont été organisées après l'armistice du 22 juin 1940 et avant la seconde annexion de la Moselle officialisée le 30 novembre 1940.

## Le plan

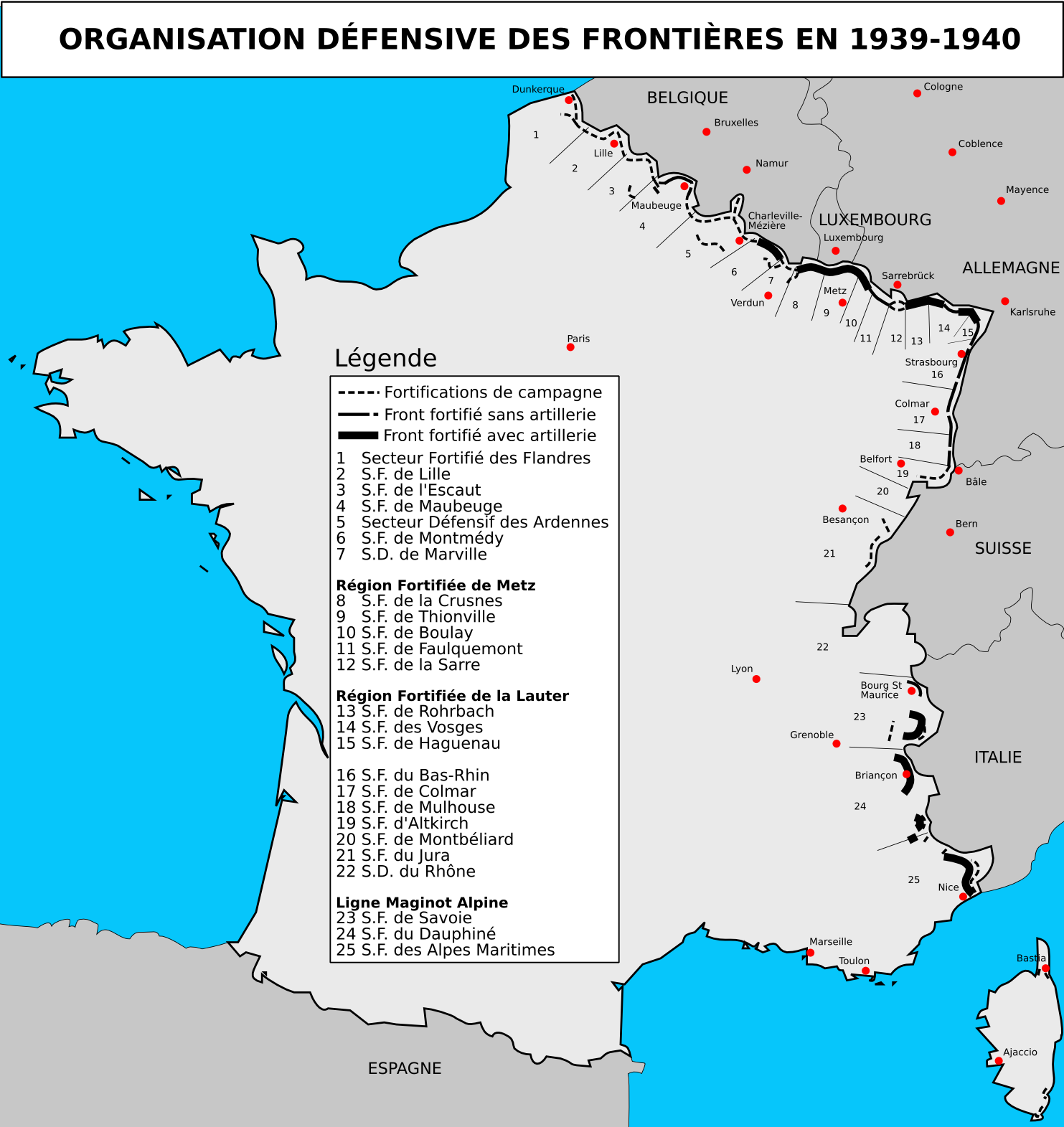
Organisation de la ligne en secteurs en 1939-1940.

La construction de la ligne Maginot a été accompagnée d'une réflexion afin de préserver les civils et de laisser le champ libre aux mouvements des troupes. Le plan mis en place prévoyait le déplacement des populations loin du théâtre des opérations, dans des départements peu peuplés pour faciliter leur accueil. Dans un premier temps le choix de l'état-major s'est porté sur la Savoie mais c'est finalement le Sud-Ouest de la France qui est choisi. Le plan d'évacuation comprend notamment un « tableau de correspondance » (les habitants de chaque département devant se replier dans un autre département), un affrètement de trains et une signalétique dans les rues des villes.
Cette évacuation doit se dérouler en trois temps. Dans un premier temps les populations sont dirigées vers des centres de recueil, en arrière du front, avant d'être envoyées en convois ferroviaires vers des départements de l'intérieur (sites de correspondance) et finalement être transportées vers leurs communes d'accueils. En dehors de quelques personnes jugées indispensables, et de celles réquisitionnées (maires, conseillers municipaux, policiers, gardes-champêtres, pompiers...) pour éviter les pillages et s'occuper du bétail, tous les habitants devront être évacués.
L'application de ce plan en 1939 concerne principalement 530 000 Alsaciens, 280 000 Lorrains et 130 000 Francs-Comtois pour l'Est de la France mais aussi 865 000 Nordistes et 140 000 Ardennais pour le nord de la France. Cependant il est aussi en application dans le Sud-Est de la France (Haute-Savoie, Savoie et Alpes-Maritimes) et les Pyrénées. Dans le cas de Paris, Lyon et Marseille, l'évacuation d'une partie de leur population est aussi prévue en cas de conflit.

## En Alsace

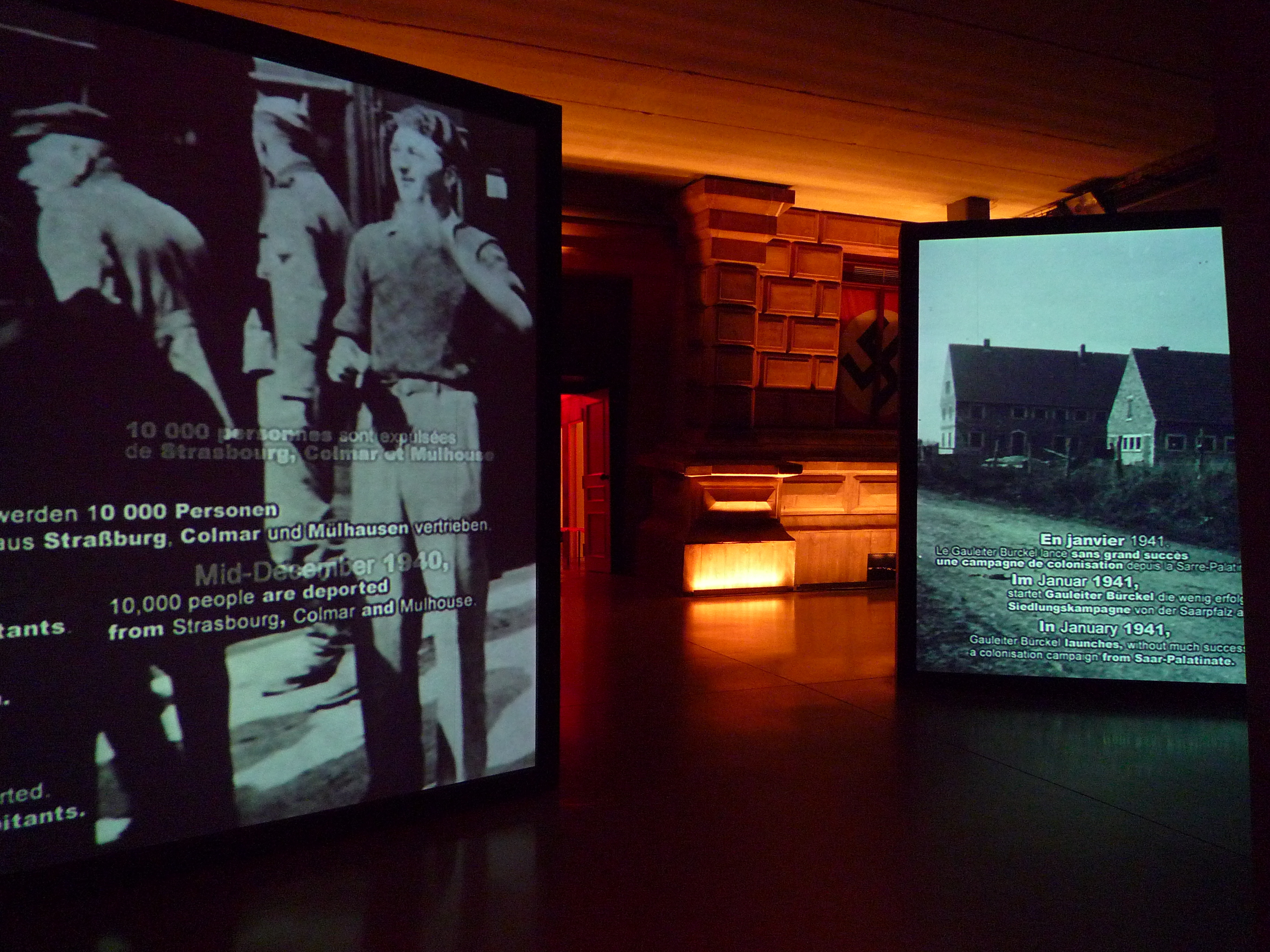
Évocation de l’évacuation des Alsaciens-Mosellans au Mémorial de l’Alsace-Moselle.

L'ordre d'évacuation de la ville de Strasbourg est donné dès la déclaration de mobilisation générale le 1er septembre 1939. Dès le 2 septembre 1939, alors que les militaires s'installent dans les ouvrages de la ligne Maginot, les habitants des communes situées en avant de cette ligne sont évacués vers des centres de regroupement situés dans les Vosges avec 30 kg maximum de bagages par personne. Les premiers convois vers le Sud-Ouest partent dès ce jour. 

Après la déclaration de guerre par le Royaume-Uni, l'Australie, la Nouvelle-Zélande et la France à l'Allemagne nazie, un deuxième voyage attend les habitants évacués. Le 9 septembre, 374 000 Alsaciens évacués de 181 communes prennent la direction du Sud de la France. 

Les habitants de 107 communes du Bas-Rhin trouvent principalement refuge en Dordogne (97 895 personnes, dont environ 60 000 Strasbourgeois), en Haute-Vienne (58 801 personnes) et dans l'Indre (13 925 personnes). Ceux de 79 communes du Haut-Rhin sont évacués vers le Gers, la Haute-Garonne et les Landes. 

Après un long et fatigant voyage (longues heures d'attente, trains bondés, wagons à bestiaux, jusqu'à 60 heures de trajet), pour beaucoup d'Alsaciens c'est le premier contact avec une autre province française. Malgré certaines incompréhensions liées à des mentalités différentes, des modes de vie différents, des pratiques religieuses différentes et surtout un langage différent, des liens durables se formeront.

Les affiches apposées à Strasbourg en septembre 1939
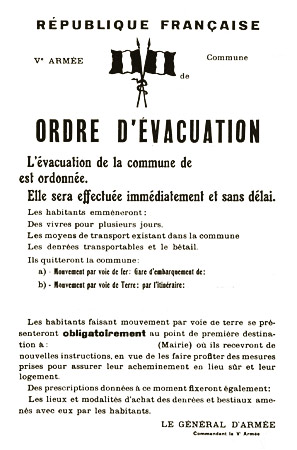
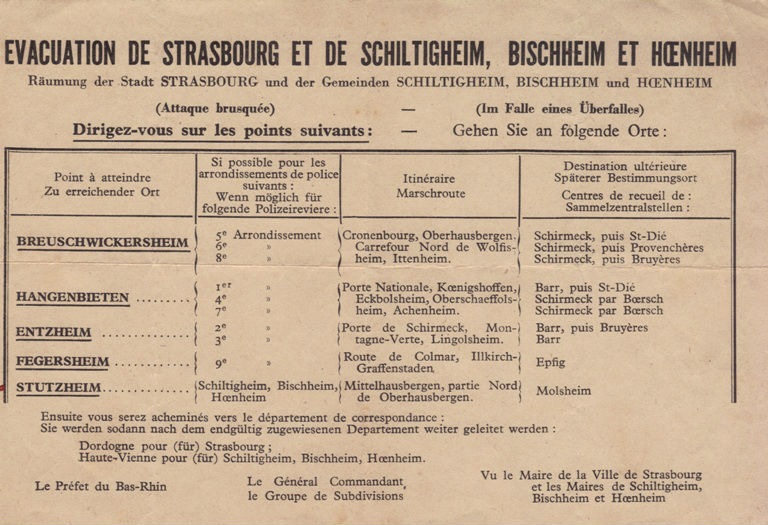
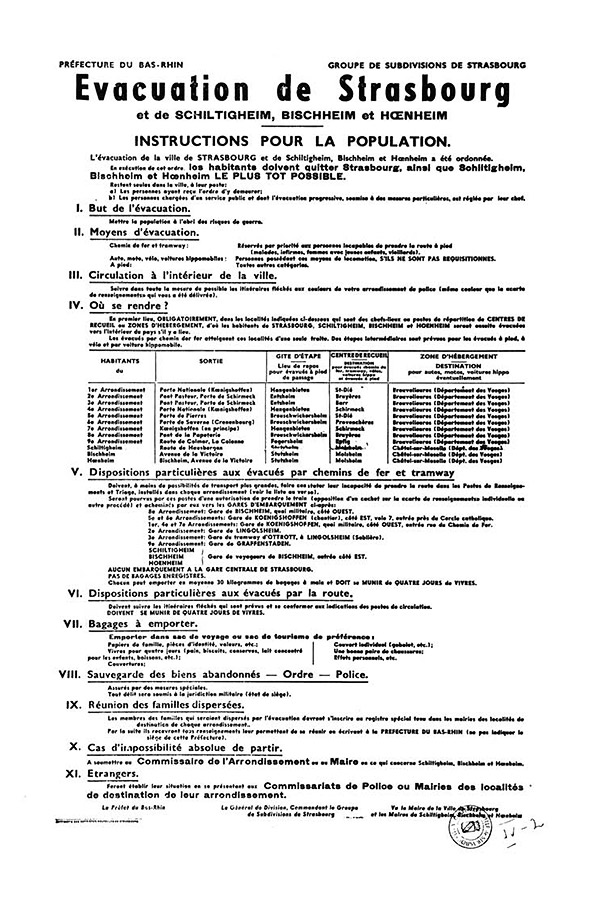

Une deuxième vague d'évacuation est précipitée par l'offensive allemande lancée le 10 mai 1940. Sous la menace de l'encerclement la 8e armée française, qui garde le Rhin en Alsace, devra se replier sur les Vosges et la trouée de Belfort le 13 juin. Le 14, jour de la prise de Paris, les services administratifs alsaciens restant se replient à leur tour et le 15 les Allemands franchissent enfin le Rhin en Alsace.
Dès juillet 1940, les Alsaciens sont encouragés à rentrer par les nazis. L'Alsace-Moselle est annexée de facto au Allemagne nazie le 27 novembre 1940. L'Alsace, rebaptisée « CdZ-Gebiet Elsass », est intégrée au territoire allemand du pays de Bade.

## En Moselle
Entre le 1er septembre 1939 et le 10 mai 1940, les habitants de 300 communes de Moselle, du pays de Bitche à Thionville en passant par Boulay, reçoivent l'ordre de quitter leurs foyers pour éviter l'offensive attendue de l'armée allemande. En septembre et octobre 1939, ce sont d'abord ceux de l'avant de la ligne Maginot qui quittent leurs villages, suivis en mai 1940 par ceux de la zone arrière.
300 000 Mosellans quittent ainsi leurs maisons pour rejoindre les départements de la Vienne, de la Charente, de la Charente-Maritime (Charente-Inférieure, à l'époque), et dans une moindre mesure de la Loire, de la Saône-et-Loire et du Pas-de-Calais.
Certains maires des communes d'accueil font vite face à de nombreux problèmes d'intégration, différents dialectes et coutumes, mais aussi matériels, ainsi le maire de Barbezieux en Charente (5 000 habitants) écrit au préfet pour lui indiquer que les capacités d'accueil de sa ville sont nettement insuffisantes face aux 4 500 réfugiés (en majorité des vieillards, infirmes, femmes et jeunes enfants) arrivés en deux jours.
Dès juillet 1940, les Mosellans sont encouragés à rentrer par les autorités allemandes. Cependant, nombre d'entre eux étant toujours réticents face à l’occupant, 60 000 Mosellans francophiles ou francophones, jugés « indésirables », sont au contraire expulsés vers la zone libre, du 11 au 21 novembre 1940[réf. nécessaire].
L'Alsace-Moselle est annexée de facto au troisième Reich le 27 novembre 1940 ; la Moselle, rebaptisée « CdZ-Gebiet Lothringen », forme, avec la Sarre-Palatinat, le Gau Westmark dont la capitale est Sarrebruck. Puis, le 30 novembre 1940, la Moselle est officiellement annexée au Reich.

## Dans la Meuse
Une grande partie de la population urbaine est évacuée vers la Charente-Maritime (appelée Charente-Inférieure à l'époque) dès le 1er septembre 1939, la population rurale restant pour s'occuper des moissons et des troupeaux. À part quelques évacuations localisées, comme celle de l'hospice de Montmédy sur La Rochelle, la situation n'évolue pas jusqu'au 10 mai 1940. Le 11 mai, l'armée ordonne l'évacuation des cantons de Stenay et Montmédy vers Dijon puis Clermont-Ferrand et la Charente. Cependant tous ne peuvent emprunter les transports ferroviaires ou motorisés et un bon nombre rejoint, en charrette, à bicyclette ou à pied, les civils luxembourgeois et belges en fuite devant l'avancée allemande. Devant ce nouvel afflux, bien que limité car l'offensive allemande se dirige vers Dunkerque, c'est le département de la Gironde qui devient le nouveau département de correspondance. Lorsque l'armée allemande finit par totalement occuper le département le 19 juin, 206 communes (dont Verdun) ont plus ou moins été évacuées.
Après l'offensive allemande, la Meuse est occupée et fait partie d'une zone interdite destinée à devenir une zone de colonisation allemande, la « Franconie occidentale». Le retour des réfugiés de 1939-1940 y est donc prohibé.

## Dans le Sud-Est
Les populations frontalières de Menton et de la partie orientale des Alpes-Maritimes (Haute-Tinée, Haute-Vésubie, Bévéra, Roya) sont évacuées dès le début du mois de juin 1940 sur Grasse, Cannes, Antibes, Barjols, Annot, Saint-André-les-Alpes, Barrême et Castellane. Les populations de communes frontalières des Alpes-de-Haute-Provence (Saint-Paul-sur-Ubaye, la Condamine, Larche et Meyronnes) sont quant à elles évacuées vers la Lozère , celles de la Haute Maurienne seront évacuées vers la Haute-Loire.
Le 10 juin 1940 Mussolini déclare la guerre à la France et lance une offensive pour conquérir les régions de Nice et de Marseille. Cette offensive est bloquée par la résistance de l'armée des Alpes. À l'armistice du 25 juin 1940, les troupes italiennes occupent Menton, Fontan, Isola, Le Bourguet, Saint-Sauveur-sur-Tinée, Rimplas, Valdeblore, Saint-Martin-Vésubie, Roquebillière, Belvédère, Saorge, Breil-sur-Roya, Sospel et Castellar.
Après l'armistice, les Italiens démilitarisent presque tout le département des Alpes-Maritimes et l'est du département est même annexé. Les territoires ainsi annexés par l'Italie sont soumis aux obligations italiennes.